# Castellot del Mas Martí
El Castellot del Mas Martí és una fortalesa de la Llacuna (Anoia) declarada bé cultural d'interès nacional.

## Descripció
És una fortalesa de la que es conserven ruïnes medievals. És una construcció no gaire gran, més aviat aparenta ser una casa fortificada ben defensada (les gents del lloc diuen que havia estat un gran hospital medieval i que fins i tot, s'ha trobat alguna moneda dels Reis Catòlics). Les parets no són gaire gruixudes, són de pedra local. De l'edifici es conserven una torre rodona i una vall tocant a les parets del migdia per salvar la falta de defensa natural del terreny.

## Història
No en tenim de segures, però es diu que, l'any 1149 es té notícia d'un Bernat de Vilademàger segurament castlà del castell de Mager que el 1154 va fer testament i que posseïa, entre altres cases la quadra de Vilademager que devia ser una part del terme del castell centrada possiblement pel castell del Bosc i que tindria domini senyorial separat del castell principal per donació del seu senyor o comte.